# Fairlight
Fairlight is een civil parish in het bestuurlijke gebied Rother, in het Engelse graafschap East Sussex met 1670 inwoners.